# Thelema
A thelema egy ezoterikus és okkult filozófia és új vallási mozgalom, amely a 20. század elején alakult Aleister Crowley nyomán.
A thelema szó a görög θέλημᾰ főnév átírása ([theléma]), amely az ’akaraterő’-re használt szó.
Crowley egy új kor, a Hórusz eón prófétájának vallotta magát.  Beszámolója szerint egy szellemi lény, aki magát Aiwassnak nevezte, felvette vele a kapcsolatot felesége, Rose révén, majd lediktálta A törvény könyve avagy Liber AL vel Legis néven ismert szöveget, amelyben felvázolta a thelema elveit.
A Thelema gyakorlatának és etikájának fő pontja: 
»Tégy, amit akarsz, és az lesz a törvény.« 
Ez nem az egyén önmagával szembeni engedékenységet jelenti, és nem általános anarchiára szólít fel, hanem arra, hogy az ember szabadítsa fel az önmagában rejlő energiákat, és valósítsa meg az abszolút szabadság állapotát, ne legyen az istenek bábja, hanem váljon maga is istenné. Crowley szerint a mágusnak kötelessége felfedezni igaz akaratát vagy életének belső célját, s kapcsolatba lépni a szent vezérlő angyallal. Ahogy Crowley tanítványa írta: A mágia célja az igaz akaraterő feltárása és a rejtett fény kibocsátása.
A Crowley által hirdetett vallás, „az erő és tűz vallása” csak azon keveseké, a „királyi embereké”, a rejtőzködő mágusoké, akik magasan a szürke tömeg felett állnak.